# Fresneda de Cuéllar
Fresneda de Cuéllar település Spanyolországban, Segovia tartományban. Fresneda de Cuéllar Chañe, Samboal, Íscar, Remondo, Coca és Fuente el Olmo de Íscar községekkel határos. Lakosainak száma 170 fő (2024).

## Népesség
A település népessége az elmúlt években az alábbi módon változott:
| Lakosok száma | 241  | 222  | 207  | 199  | 194  | 174  | 173  | 165  | 172  | 170  |
|               | 2001 | 2004 | 2007 | 2009 | 2012 | 2014 | 2017 | 2019 | 2022 | 2024 |